# Morze Beauforta
Morze Beauforta – część Oceanu Arktycznego, pomiędzy Archipelagiem Arktycznym a przylądkiem Barrow, ograniczona od wschodu Wyspą Banksa, od południa wybrzeżem Alaski, na zachodzie łączy się z Morzem Czukockim. Do Morza Beauforta uchodzi rzeka Mackenzie. Nazwa morza pochodzi od nazwiska irlandzkiego admirała Francisa Beauforta.

## Klimat

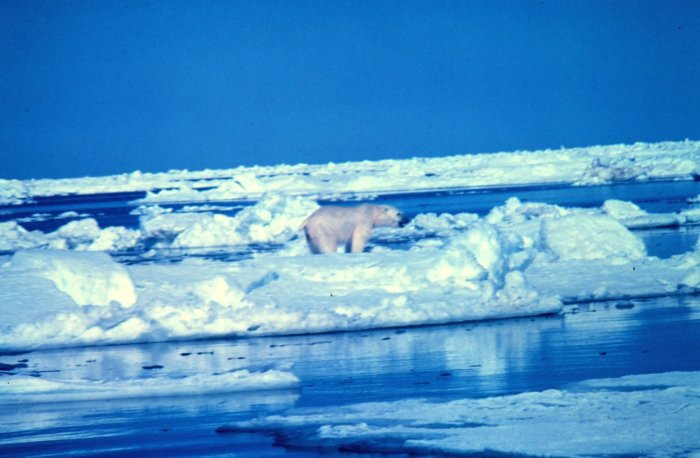
Niedźwiedź polarny na Morzu Beauforta (lato 1976)

Morze Beauforta przez prawie cały rok pokryte jest lodem, tylko w sierpniu i na początku września lód przy brzegach się kruszy. W 2019 roku kruszenie lodu rozpoczęło się już w maju. Jest to jedno z najzimniejszych mórz świata; zimne prądy morskie tworzą w nim Wir Morza Beauforta. W okolicach wybrzeży rośnie tundra.

## Gospodarka
Dno morskie zawiera złoża ropy naftowej i gazu ziemnego. Transportowane rurociągami z Prudhoe Bay do Valdez. Na Morzu Beauforta rozwinięte jest rybołówstwo i łowiectwo morskie, zaopatrujące lokalne rynki.